# St. Kiliani (Mühlhausen)

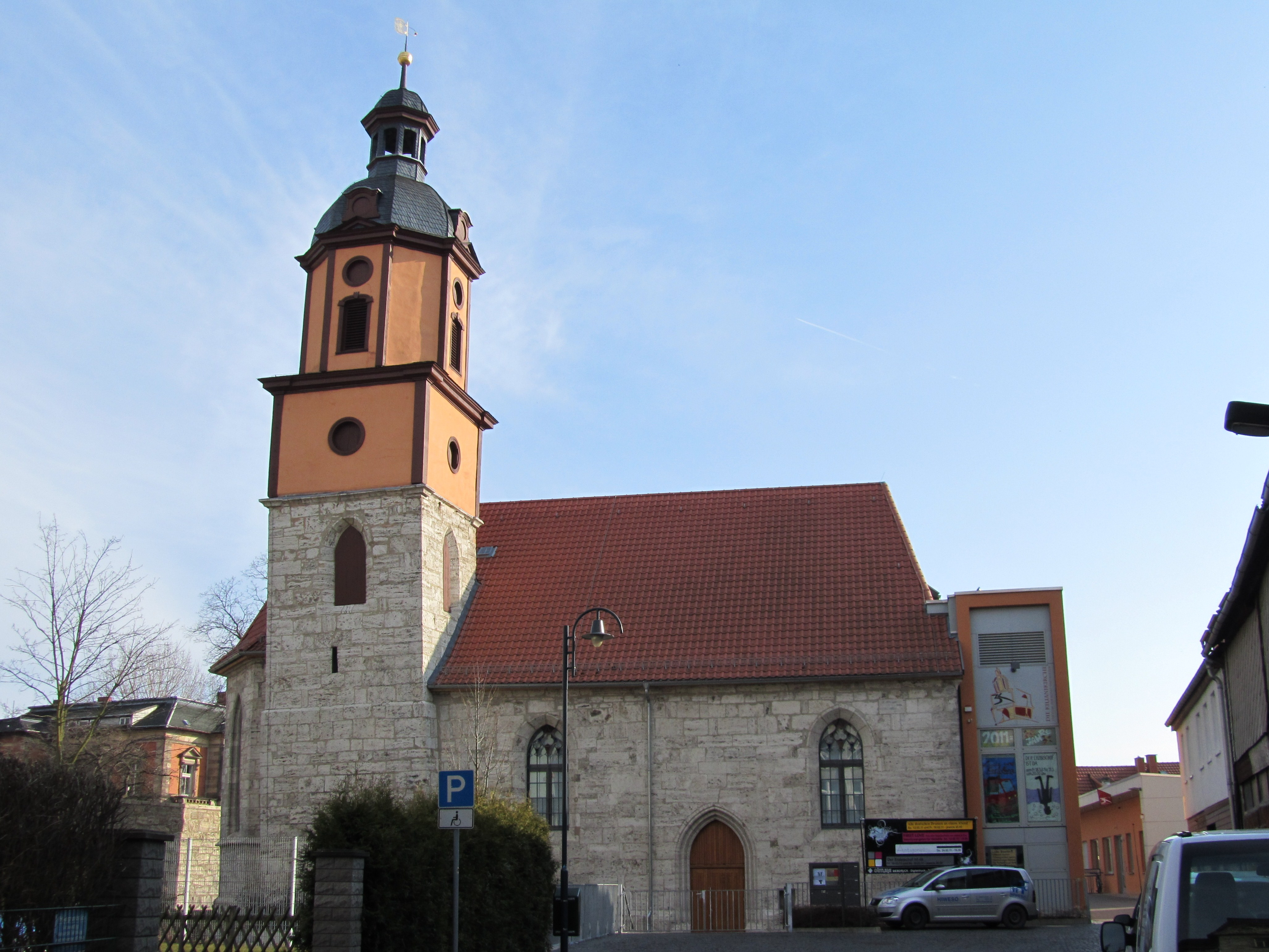
St. Kiliani in Mühlhausen/Thüringen

St. Kiliani im thüringischen Mühlhausen ist eines der ältesten Kirchengebäude der Stadt. Heute dient sie als Spielstätte eines Theaters.

## Geschichte
St. Kiliani wurde 1250 erstmals schriftlich erwähnt und vor 1287 als Filialkirche von St. Blasii dem Deutschen Orden unterstellt.  Bei Stadtbränden wurde sie mehrfach beschädigt. Seit der Profanierung in den 1960er Jahren stand die Kirche zunächst leer und wurde dann als Lager einer Automobilwerkstatt verwendet.
Nach 1990 erneut leerstehend, wurde die Kirche 2002 von einer Bürgerstiftung gekauft und zur Spielstätte der 3K-Theaterwerkstatt umgebaut. Die Umnutzung erforderte „radikale Eingriffe wie den Einzug einer Zwischendecke im Kirchenschiff und die Installation großflächiger Technikeinbauten unter den restaurierten Barockbildern der alten Gewölbedecke“.

## Heutige Nutzung
Die Kirche wird von der Kilianikirche-Stiftung für Kunst und Kultur in Mühlhausen/Thüringen betrieben. Ziel der Stiftung ist es, im Unstrut-Hainich-Kreis Kunst, Kultur, kulturelle Bildung und Erziehung zu fördern sowie eine Theaterspielstätte bereitzuhalten.